# گلن ایکرز (نیومکزیکو)
گلن ایکرز (به انگلیسی: Glen Acres) یک منطقهٔ مسکونی در ایالات متحده آمریکا است که در نیومکزیکو واقع شده‌است. گلن ایکرز ۲۰۸ نفر جمعیت دارد و ۱٬۲۷۸٫۹۶ متر بالاتر از سطح دریا واقع شده‌است.